# Lincoln Financial Field
A Lincoln Financial Field (a 2026-os labdarúgó-világbajnokságon: Philadelphia Stadion) amerikai futball-stadion a pennsylvaniai Philadelphiában. A National Football League-ben szereplő (NFL) Philadelphia Eagles és a Temple Egyetem Temple Owls amerikai futball csapatának otthona. Philadelphia déli részében található, a Dél-philadelphiai Sportkomplexum részeként. 69 896 fő befogadására képes.
A stadion 2003. augusztus 3-án nyílt meg, két évnyi építkezés után, ami 2001. május 7-én kezdődött meg, a Veteránok Stadionja helyére. Ugyan a befogadóképessége hasonló az előző stadionhoz, az új építmény sokkal több luxus-, és tolószékes ülőhelyet tartalmaz, modernizált szolgáltatásokkal.
A stadion elnevezési jogát 2002 júniusában vette meg a Lincoln Financial Group, 21 évre, 139,6 millió dollárért. Philadelphia és Pennsylvania összességében nagyjából 188 millió dollárral járult hozzá az építkezéshez.
A stadionban gyakran játsszák le a hadsereg és a haditengerészet közötti amerikai futball-mérkőzést, hiszen a stadion félúton található a két akadémia között. A Temple Egyetem első divíziós hazai NCAA-mérkőzéseit is itt rendezik, amiért az intézmény évente 3 millió dollárt fizet. Az észak-amerikai labdarúgó-bajnokságban szereplő Philadelphia Union játszott itt néha mérkőzéseket, általában nemzetközi ellenfelek ellen. Négyszer (2005, 2006, 2013, 2019) itt rendezték az NCAA lacrosse-döntőt. A 2026-os világbajnokságon több mérkőzést is itt fognak tartani.

## Labdarúgás
A stadion egyike a kiválasztott tizenegy amerikai helyszínnek, ahol mérkőzéseket fognak rendezni a 2026-os világbajnokságon.
| Dátum                | Győztes csapat     | Végeredmény | Vesztes csapat     | Kiírás                                                     |
| -------------------- | ------------------ | ----------- | ------------------ | ---------------------------------------------------------- |
| 2003. augusztus 3.   | Manchester United  | 3–1         | Barcelona          | Barátságos                                                 |
| 2003. szeptember 20. | Norvégia           | 2–0         | Franciaország      | 2003-as női világbajnokság                                 |
| 2003. szeptember 20. | Észak-Korea        | 3–0         | Nigéria            | 2003-as női világbajnokság                                 |
| 2003. szeptember 25. | Svédország         | 1–0         | Észak-Korea        | 2003-as női világbajnokság                                 |
| 2003. szeptember 25. | Egyesült Államok   | 5–0         | Nigéria            | 2003-as női világbajnokság                                 |
| 2004. július 28.     | Celtic             | 2–1         | Manchester United  | Barátságos                                                 |
| 2004. augusztus 2.   | AC Milan           | 3–2         | Chelsea            | Barátságos                                                 |
| 2004. november 6.    | Dánia              | 3–1         | Egyesült Államok   | Amerikai női válogatott ünneplési turnéja                  |
| 2008. szeptember 13. | Egyesült Államok   | 2–0         | Írország           | Barátságos                                                 |
| 2009. július 19.     | Egyesült Államok   | 2–1         | Panama             | 2009-es CONCACAF-aranykupa                                 |
| 2009. július 19.     | Honduras           | 1–0         | Kanada             | 2009-es CONCACAF-aranykupa                                 |
| 2010. április 10.    | Philadelphia Union | 3–2         | D.C. United        | 2010-es MLS alapszakasz                                    |
| 2010. május 15.      | Philadelphia Union | 1–1         | FC Dallas          | 2010-es MLS alapszakasz                                    |
| 2010. május 29.      | Egyesült Államok   | 2–1         | Törökország        | A válogatott 2010-es búcsúmérkőzése a világbajnokság előtt |
| 2010. július 20.     | Manchester United  | 1–0         | Philadelphia Union | Barátságos                                                 |
| 2011. július 24.     | Real Madrid        | 2–1         | Philadelphia Union | Barátságos                                                 |
| 2011. augusztus 10.  | Egyesült Államok   | 1–1         | Mexikó             | Barátságos                                                 |
| 2012. augusztus 11.  | Real Madrid        | 2–0         | Celtic             | 2012-es World Football Challenge                           |
| 2014. augusztus 3.   | Inter Milan        | 2–0         | AS Roma            | 2014-es nemzetközi bajnokok kupája                         |
| 2015. július 26.     | Mexikó             | 3–1         | Jamaica            | 2015-ös CONCACAF-aranykupa-döntő                           |
| 2016. június 9.      | Venezuela          | 1–0         | Uruguay            | Copa América Centenario                                    |
| 2016. június 11.     | Egyesült Államok   | 1–0         | Paraguay           | Copa América Centenario                                    |
| 2016. június 14.     | Chile              | 4–2         | Panama             | Copa América Centenario                                    |
| 2017. július 19.     | Costa Rica         | 1–0         | Panama             | 2017-es CONCACAF-aranykupa                                 |
| 2017. július 19.     | Egyesült Államok   | 2–0         | Salvador           | 2017-es CONCACAF-aranykupa                                 |
| 2018. július 25.     | Juventus           | 2–0         | Bayern München     | 2018-as nemzetközi bajnokok kupája                         |
| 2019. június 30.     | Jamaica            | 1–0         | Panama             | 2019-es CONCACAF-aranykupa                                 |
| 2019. június 30.     | Egyesült Államok   | 1–0         | Curaçao            | 2019-es CONCACAF-aranykupa                                 |
| 2019. augusztus 29.  | Egyesült Államok   | 4–0         | Portugália         | Barátságos                                                 |